# Christian Pedersen (kolarz)
Christian Pedersen (ur. 17 września 1920 w Horsens, zm. 24 listopada 1999 w Lyngby) – duński kolarz. Brał udział w wyścigu szosowym indywidualnym i drużynowym na Letnich Igrzyskach Olimpijskich w 1948 roku i został zwycięzcą Wyścigu Pokoju w 1953 roku.